# Ubertino Landi
Ubertino (Albertino) Landi (c.1220-Montarsiccio, 1298) fue un político italiano 

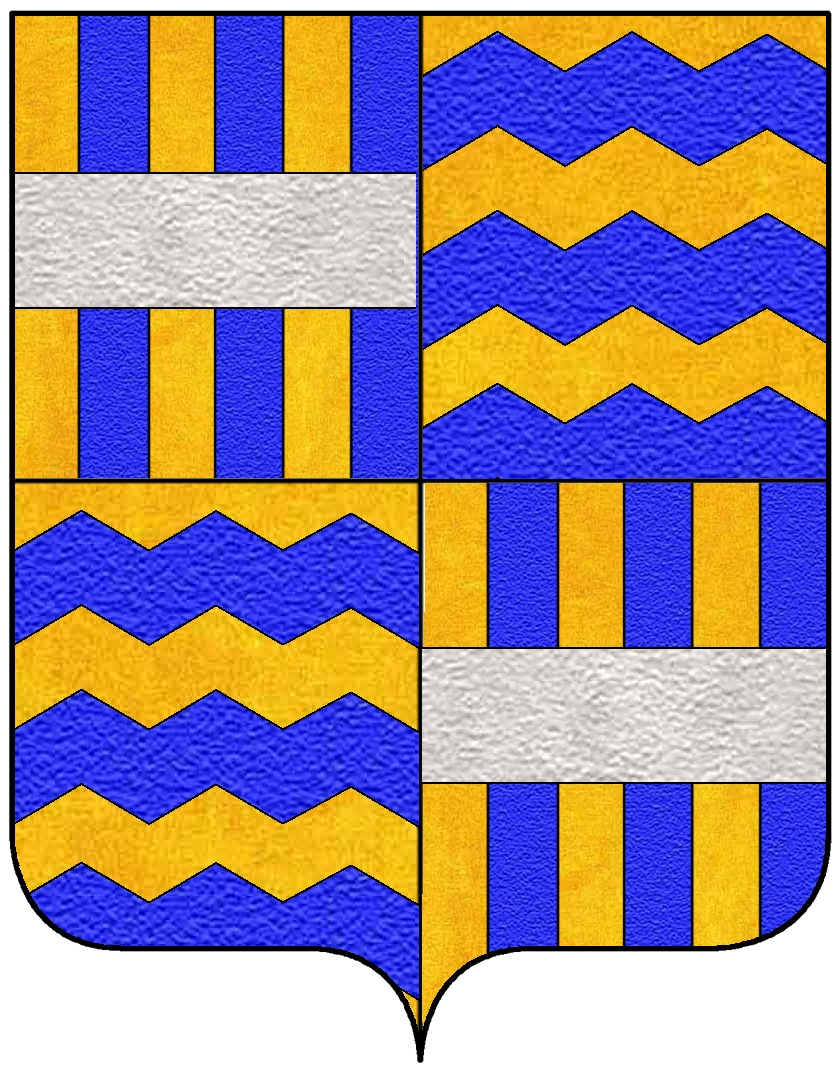
Escudo de los Landi

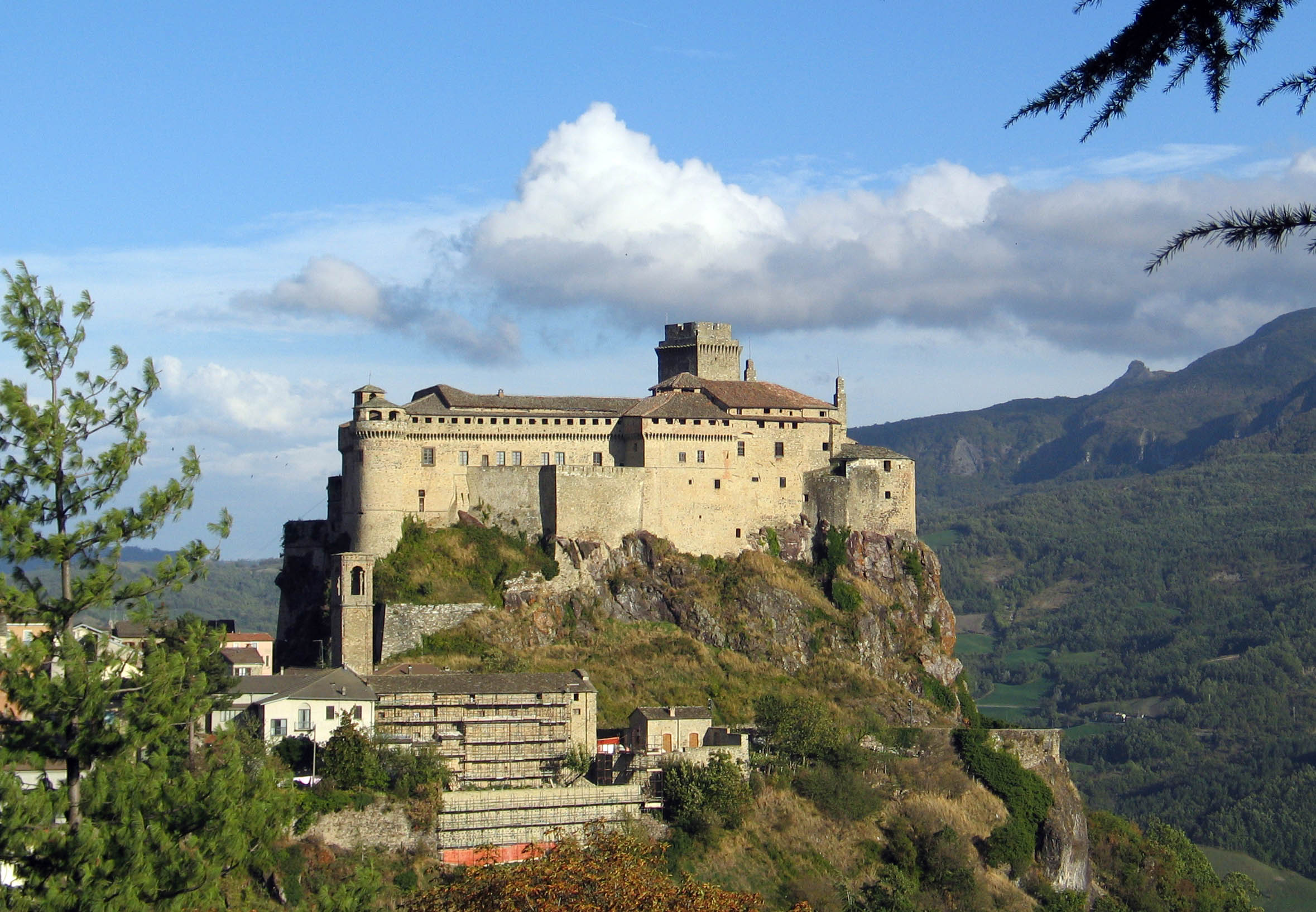
Castillo de Bardi

## Biografía
Fue uno de los exponentes más ilustre de la familia Landi. Era hijo de Giannone y de Mabilia de Landi, a su vez hijo de Guglielmo I (progenitor de la familia Landi).
Fue podestá y gobernador de la República de Siena en el año 1250 y adquirió algunas tierras y castillos en el Valle de Taro y Valle del Ceno. Fue señor de numerosos feudos entre los cuales se encuentran Compiano, Bardi, Bedonia, Caorso, Zavattarello y Ruino.
Fue Jefe de los gibelinos de Plasencia (Italia) e investido en el año 1268 por  Corradino de Svevia, como conde de  Venafro y de otros feudos de Molise.
Murió en el año 1298 en Montarsiccio, fracción de la comuna de Bedonia en Parma, en donde fue enterrado al interior de la iglesia de San Martino obispo. La que se cree fue su  tumba fue inspeccionada  en el año 1927 en ocasión de algunos trabajos de ampliación del altar de la iglesia: en esta se encontró lo que se cree podría ser el esqueleto de Ubertino  con un cinturón y a su  lado izquierdo una espada a dos cortes con un precioso mango de hueso con botones en metal.

## Descendencia
Ubertino se casó una primera vez con  Isabella Lanza, hija de Galvano conde de Fondi y prima del rey Manfredo de Sicilia, de la cual tuvo dos hijos:
- Galvano (?-1297) que se casó en el 1280 Marsignina Scotti
- Corrado

Su segundo matrimonio fue con  Adelasia Sannazzaro de Pavia.